# فرمان الخرابيي
فَرمان الخَرابَيي أو فَرمان الكردي (بالكردية: فەرمان خەرابەیی، Ferman xerabeyî) (من مواليد 24 أبريل 1979)؛ داعية إسلامي، وعالم دين، وكاتب ومفكر كردي، لديه العديد من الكتب المطبوعة في كل المجالات.

## نشأته وحياته
ولد في 24 أبريل 1979 في مدينة كركوك العراقية، في صغره انتقل مع أهله إلى مدينة أربيل عاصمة إقليم كردستان العراق، وبدأ دراسته الأكاديمية والشرعية في أربيل، وأكمل الدراسة في مدارس حجرات أربيل عند مشايخ معتبرين، ثم أكمل دراسة البكالوريوس.
وهو مؤسس مؤسسة «ميهر» لتنمية العلم والقيم الإنسانية، وأيضا مؤسس مركز القلعة (بالكردية: قه‌ڵا) لتعليم وتحفيظ القرآن، وفي الوقت الحالي هو إمام وخطيب جامع سعيد النورسي في أربيل.

## مسيرته المهنية وأنشطته
لديه العديد من الكتب المطبوعة في كل مجالات: شبابية، أسرية، شرعية، اجتماعية، وله منشورات في مجلات وجرائد ومواقع، وأشرف على تدقيق ومراجعة العديد من البحوث والكتب.
و له الخطب والمحاضرات الصوتية والمرئية، وقام بتقديم العديد من البرامج التلفزيونية في كل المجالات: شبابية، اجتماعية، تربوية، دينية.
وهو مؤسس مؤسَّسَة «ميهر» وناشط في مجال المجتمعات المدنية والخيرية، وله النشاطات في هذا المجال، قام بإعداد وتقديم العديد من الدورات و وِرَش العمل لعشرات الجهات في الداخل، وأيضا شارك في الداخل والخارج في العديد من الدورات والمؤتمرات في كل المجالات.
و مؤسس مركز القلعة (بالكردية: قه‌ڵا) لتعليم وتحفيظ القرآن الكريم، ولديه نشاط كبير في هذا المجال وتخرج على يديه مئات الطلاب والطالبات.

## مسيرته العلمية
- دبلوم العالي في الخطابة والشرعية.
- بكالوريوس في الشريعة واصول الدين.
- حاصل على الإجازة العلمية، درس العلوم الشرعية على يد عديد من المشايخ، وأخيرًا حصل على الإجازة العلمية في العلوم الشرعية النقلية والعقلية، هذه الإجازة مشهورة عند علماء الكورد بالإجازة العلمية، وهي سند متصل عالٍ يتصل إلى نبي الإسلام.[هامش 4]
- حصل على إجازات منوعة بسند متصل للعديد من كتب العلمية والشرعية والحديث.[3]
- سافر إلى العديد من الدول.. في تلك الدول شارك المؤتمرات والدورات و زار العديد من المراكز العلمية والإسلامية والمؤسسات، و التقى بالعديد من العلماء والشخصيات، و حصل على إجازات منوعة بسند متصل.[3]

## كتاب الحقيقة الضائعة
في عام 2010 ألف كتابًا باسم «الحقيقة الضائعة (بالكردية: ڕاستییە کی ونبوو)» ونقل من الصحف والمجلات والقنوات بعض الأقوال الشاذة من اللواتي تدعين الحرية واستدل بأقوالهن في كتابه، ولهذا تعرض لانتقادات من قبلهن، ولكن دافع الخرابيي في بيان نشره عن كتابه فقال: «إن الكتاب بحث اجتماعي وأنه كتبه بشكل أكاديمي علمي وفي ظل احترام القانون، ولكن للأسف فسره البعض بشكل خاطئ...».
من طرف آخر هناك من أيدوه ودافعوا عنه من كل طبقات مجتمع الكردي من خطباء وكُتاب وعامة الناس، من بينهم الكاتب الشهير بدران حبيب وهو علماني الفكر في مقال نشره بعنوان «دفاعا عن فَرمان الخَرابَيي».

## برامجه التلفزيونية
1. (نسيم الحياة - 1) سلسلة اجتماعية وأخلاقية.
2. (نسيم الحياة - 2) سلسلة اجتماعية وأخلاقية.
3. (الأسرة والحياة) سلسلة برامج اجتماعية ودينية.
4. (شريعة الإسلام) سلسلة برامج دينية.
5. (كوزين) سلسلة برامج اجتماعية ودينية.
6. (الحقوق والواجبات) سلسلة برامج دينية.
7. وغير ذلك من البرامج.[17][18][19]

## مؤلفاته
له مؤلفات فكرية كثيرة من الكتب والكتيبات والمقالات وأكثرها باللغة الكردية منهم.
1. أسماء الله الحسنى.. بدليل الكتاب والسنة.[20]
2. الوسائل المفيدة للحياة السعيدة، ترجمة إلى الكردية.[21]
3. صدى السعادة.[22]
4. أما آن أن نعود يا شباب الأمة؟! ترجمة إلى الكردية.[23]
5. رقائق القلوب، ترجمة وشرح (الفوائد) إلى الكردية.[24]
6. الحب: قراءة الشرعية والعصرية.[25]
7. من تختار لشريك حياتك؟![26]
8. دليل المصلين.[27]
9. عمر ثمين.[28]
10. الحقيقة الضائعة.[29][30]
11. ماذا تفعل لطفلك؟![31]
12. دليل الأسرة المسلمة.[32]
13. معجم أسماء الأطفال.[33]
14. أحسن امرأة في عين النبي.[34]
15. نسيم الحياة.[35]
16. دائرة الحياة.[36]
17. الدليل الميسر لتعليم اللغة العربية.[37]
18. القلعة الأسرية.[38]
19. معارج القلوب.
20. شريط الفيديو الذي دمر حياتي، (قصص).[39]
21. الشاب الذي حفظ عرض، (قصص).
22. رسالة إلى ابني، (قصص).
23. سارا 22 سنة في المعصية، (قصص).
24. دمر حياة أسرته، (قصص).
25. كما تدين تدان، (قصص).[40]
26. ثلاث قصص قصيرة، (قصص).
27. موبايل دمر حياتي، (قصص).
28. أختي لماذا فضحتني؟ (قصص).
29. عادات سيئة دمرتني، (قصص).[41]

## الهوامش
1. ↑  الحجرة هي مكان خصصه الشيخ لطلابه للتدريس فيه، وفي الحجرة يوجد كتب معينة كمنهج للتدريس، وكانت طريقة التدريس مثلها مثل الطرق القديمة حيث يجب أن يحفظ الطالب ما أخذه كواجب.
2. ↑  مؤسَّسَةُ "مِيهر" لِتَنمية العلمِ والقيم الإنسانية، هي مؤسسة علمية تربوية مُستقِلة تعمل في مجالِ تنمية العلم وإحياء القيم السامية في المُجتمع، تأسست عام 2016 في أربيل، كردستان العراق.
3. ↑  هي مدرسة شرعية لتعليم وتحفيظ القرآن الكريم، مجاز بموجب القرار الوزاري من قبل وزارة الأوقاف والشؤون الدينية- حكومة‌ إقليم كردستان، لديهم آلاف الطلاب والطالبات، تسعى لتعليم كتاب الله حفظاً وفهماً لتنشئة جيل يتحلى بأخلاق القرآن وتعليم علومه.
4. ↑  من عادات المدارس الدينية في كردستان، أنه إذا دخل الطالب الحجرة العلمية كما يُسمى، يبدأ بالقرآن الكريم ثم الكتب البدائية، ولكن هو حر في انتقاله من حجرة إلى حجرة أخرى، وهو يقرأ في هذه المدة الكتب المقررة في النحو والصرف والبلاغة والمنطلق والأصول والتجويد والفقه والتفسير... حتى يصل الى نهايته، وعندما يفرغ منها يُمنح له الإجازة العلمية المسلسلة الذهبية المُسندة التي تُمنح عادة من المشايخ خلفًا عن سلف لطلابهم بعد إكمال دراستهم، وهي طريقة مألوفة لدي العلماء منذ القدم، وهي متسلسلة عن عالم إلى عالم حتى يصل سندها إلى نبي الإسلام محمد.